# 一瀬代蔵
一瀬 代蔵（いちせ だいぞう、1850年（嘉永3年） - 1920年（大正9年））は、日本の政治家。福井県大飯郡青郷村長（第3代）。

## 人物
1891年5月から1894年2月まで青郷村助役を、1894年2月から1906年2月まで第3代青郷村村長を務めた。名誉職郡参事会員である。